# Prometheus (zespół muzyczny)
Prometheus – grecki zespół muzyczny, który założył i prowadził kompozytor i aranżer Kostas Dzokas. 
Trzon zespołu stanowili muzycy pochodzenia greckiego, którzy albo sami wyemigrowali z Grecji do Polski w latach 50. (jak Kostas Dzokas) albo też urodzili się w Polsce, ale emigrantami byli ich rodzice. Solistką zespołu była Eleni Milopulos (od czerwca 1976, po ślubie z bratem Kostasa, Fotisem – Eleni Dzoka), która właśnie od śpiewania w Prometheusie zaczęła swoją karierę. Zespół koncertował w Polsce i za granicą, wykonując głównie muzykę komponowaną przez Kostasa Dzokasa. Członkami Prometheusa byli: Kostas Dzokas (buzuki), Eleni Dzoka (śpiew), Girgoris Ikonomu (śpiew), Kostas Ikonomu (śpiew), Janis Buras (gitara akustyczna), Kostas Jakowidis (buzuki), Janusz Jędrzejewski (gitara basowa), Akis Papazachariou (śpiew), Ewripides Pliackas (perkusja).
Zespół wydał 3 LP oraz kilka minialbumów (tzw. "epek") i singli. Działał od 1975 do 1980, kiedy to Dzokas rozwiązał grupę i zajął się solową karierą Eleni.

## Dyskografia
| 1978 – Po słonecznej stronie życia (Pronit) |
| --- |
| 1. To elenaki 2. Dikos mu dromos 3. Parea me ta poulia 4. O Andonis 5. Doste ta chiria 6. I lenio 7. Po słonecznej stronie życia 8. Hasapikos choros 9. I gitonia 10. Graj na swym buzuki 11. Dośpiewaj sobie mnie 12. Rękę mi daj 13. To elenaki |

| 1979 – S'Agapo – moja miłość (Pronit) |
| --- |
| 1. Thimisi 2. O chorismos 3. Elpida kiani 4. Den Ksero 5. Mia tu klefti 6. Fitepsa elia 7. Ta stachia tis agapis 8. Stin tawerna 9. Girise 10. Enas skopos 11. S'agapo 12. Periplanomenos |

| 1980 – Buzuki disco (Pronit) |
| --- |
| 1. Buzuki It's My Love 2. Come Back Tommorow 3. Glika Sagapisa 4. San Paramithi 5. Zacharenia 6. Chilia Milia 7. Ston Eleona 8. Don't Think About The Morning 9. Filachto 10. O Rhytmos Tis Kardias 11. Thalaksume Zoi |